# 可搬形発電設備専門技術者
可搬形発電設備専門技術者（かはんがたはつでんせつびせんもんぎじゅつしゃ）は、一般社団法人日本内燃力発電設備協会が行う資格講習を受けた資格者である。

## 概要
建設工事現場等で使われる可搬形（移動式）発電機を取り扱う専門技術者の養成を目的に、1986年に日本内燃力発電設備協会が制定した。
出力10kW以上の可搬形発電機は電気事業法第38条において定められている自家用電気工作物に含まれるため、規制を受けることとなる。自家用電気工作物の設置者は組織ごとに保安規程を定める（電気事業法第42条）とともに、自家用電気工作物の工事、維持、運用に関する保安の監督を行う電気主任技術者を専任（電気事業法第43条）して国に届け出る必要がある。このとき専任できるのは免状を持つ有資格者であるが、電気設備の一定の知識・技能を有する場合は国の許可を得て、自家用電気工作物の電気主任技術者として専任されることができる。
電気事業法には特に謳われていないが、「可搬形発電設備専門技術者」または「自家用発電設備専門技術者」の資格は電気主任技術者の専任に必要な電気設備の「知識および技能の証明書」と見なされている。

## 職務
可搬形発電機の点検、整備を実施する。整備後、日本内燃力発電設備協会が交付した「可搬形発電設備点検済証」を貼ることができる。業務部門としては、据付工事部門と保全部門がある。

## 資格講習
日本内燃力発電設備協会が毎年各地で実施している2日間の講習を受け、試験に合格した者に専門技術者資格証が交付される。受験には、3年以上の実務経験が必要である。5年ごとに資格証の更新に伴う講習がある。
- 令和7年度の講習実施概要は以下の通り。
  - 受験申込期間：令和7年3月17日(月)〜令和7年6月13日（金）
  - 受験申込料：33,400円（消費税10%込み）
  - 受験日：令和7年9月4日(木)～令和7年11月6日(木)の間の２日間
  - 開催地区：札幌(9月24､25日)､仙台(9月10､11日)､東京(9月4､5日｡10月21､22日)､名古屋(10月15､16日)､大阪(10月9､10日)､広島(11月5､6日)､福岡(10月29､30日)